# 大彼爾姆公國
彼爾姆公國是一個14至15世紀的封建政權。以前被稱為“大彼爾姆”，這個詞可能來自於定居在拉多加湖和蘇霍納河的维普斯人的名字。

## 歷史
14至15世紀，彼爾姆成為一個獨立的封建政權。
公國位於上卡馬地區。自9至10世紀以來，公國向諾夫哥羅德共和國稱臣。1451年，轉向對莫斯科公國稱臣，此後三國不斷爭奪公國：莫斯科、諾夫哥羅德和喀山。最後在1472年，莫斯科征服了公國。
直到18世紀初，大彼爾姆名字被正式用於上卡馬地區。